# Forcarei
Forcarei est une commune de la province de Pontevedra en Espagne située dans la communauté autonome de Galice.
Sa mairesse est Veronica Pichel Guisande, du Parti socialiste galicien et depuis 2019, elle gouverne en coalition avec le Bloc nationaliste galicien et le Forum Forcarei